# Blå havskatt
Blå havskatt (Anarhichas denticulatus) är en nordlig medlem av havskattfamiljen. Den kallas även bredpannad havskatt.

## Utseende
Avlång kropp med kraftig framkropp och stort, kraftigt tandbeväpnat huvud. Kroppsfärgen är mörk, ofta blåsvart, och med ett mindre antal fläckar på sidorna. Buken är ljusare än övriga kroppen. Som mest kan den bli 180 cm lång och väga 20 kg.

## Vanor
Den blå havskatten är en bottenfisk (även om det förefaller som om den inte är lika utpräglat bottenlevande som många andra havskatter ) som vanligtvis lever mellan 60 och 900 meters djup, även om den kan gå ner till 1 700 m. Födan består av maneter, tagghudingar, tunnskaliga kräftdjur och blötdjur samt småfisk.

## Utbredning
Utbredningsområdet omfattar Nordatlanten från Norges kust och mera sällsynt norra Nordsjön med Skagerack till Barents hav, Spetsbergen, Shetlandsöarna, Färöarna, Island, sydöstra Grönland, Nova Scotia och Kanadas östkust. Besöker tillfälligtvis den svenska västkusten, men fortplantar sig inte där.

## Kommersiell användning
Arten har ett mjukt och geléartat kött och används därför inte som matfisk.